# Otto Kallenbach
Otto Kallenbach (* 3. Dezember 1911 in Trippstadt; † 23. März 1992 ebenda) war ein deutscher Bildhauer und Medailleur.

## Biographie
Von 1918 bis 1925 besuchte Kallenbach die Volksschule in Trippstadt. Am 1. Mai 1925 wurde er in die Steinbildabteilung der Meisterschule für Handwerker in Kaiserslautern aufgenommen. Nach vier Jahren machte er die Gehilfenprüfung und arbeitete in einer Firma in Landau in der Pfalz, bis er genug Geld erarbeitet hatte, um sich an der Kunstgewerbeschule München zu bewerben. 1934 bestand er die Aufnahmeprüfung. Sein wichtigster Lehrer dort war Josef Henselmann. Die Stadt München gab ihm 1939 ein Reisestipendium, das ihm erlaubte, Studienreisen durch Deutschland zu unternehmen.
1940 wurde er zur Wehrmacht eingezogen, wo er mit kurzen Unterbrechungen bis zum Ende des Zweiten Weltkrieges diente. Danach setzte er sein Studium in München fort. 1950 wurde er Assistent bei Henselmann, danach Studienrat und Oberstudienrat im Hochschuldienst. 1972 wurde er zum Honorarprofessor ernannt. Von 1975 bis zu seinem Lebensende lebte er als freischaffender Bildhauer in Trippstadt.
Otto Kallenbach war mit Renate geb. Kettenring, einer Försterstochter aus Reipoltskirchen, verheiratet. Sie hatten zwei Kinder, Pauline und Luise.

## Auszeichnungen (Auswahl)
- 1952 1. Preis der Bayrischen Akademie der Schönen Künste für „Medaillenkunst“
- 1954 Pfalzpreis für Plastik
- 1956 1. Preis des Nationalen Olympischen Komitees für Sportplastik (Gewichtheber, Melbourne)
- 1960 1. Preis des Nationalen Olympischen Komitees für Kleinplastik
- 1960 2. Preis des NOK für Großplastik (Radrenner, Mexiko-Stadt)
- 1972 1. Preis des NOK für Sportplastik (Ringer, München)

## Werke (Auswahl)
Medaillenkunst (Auswahl)

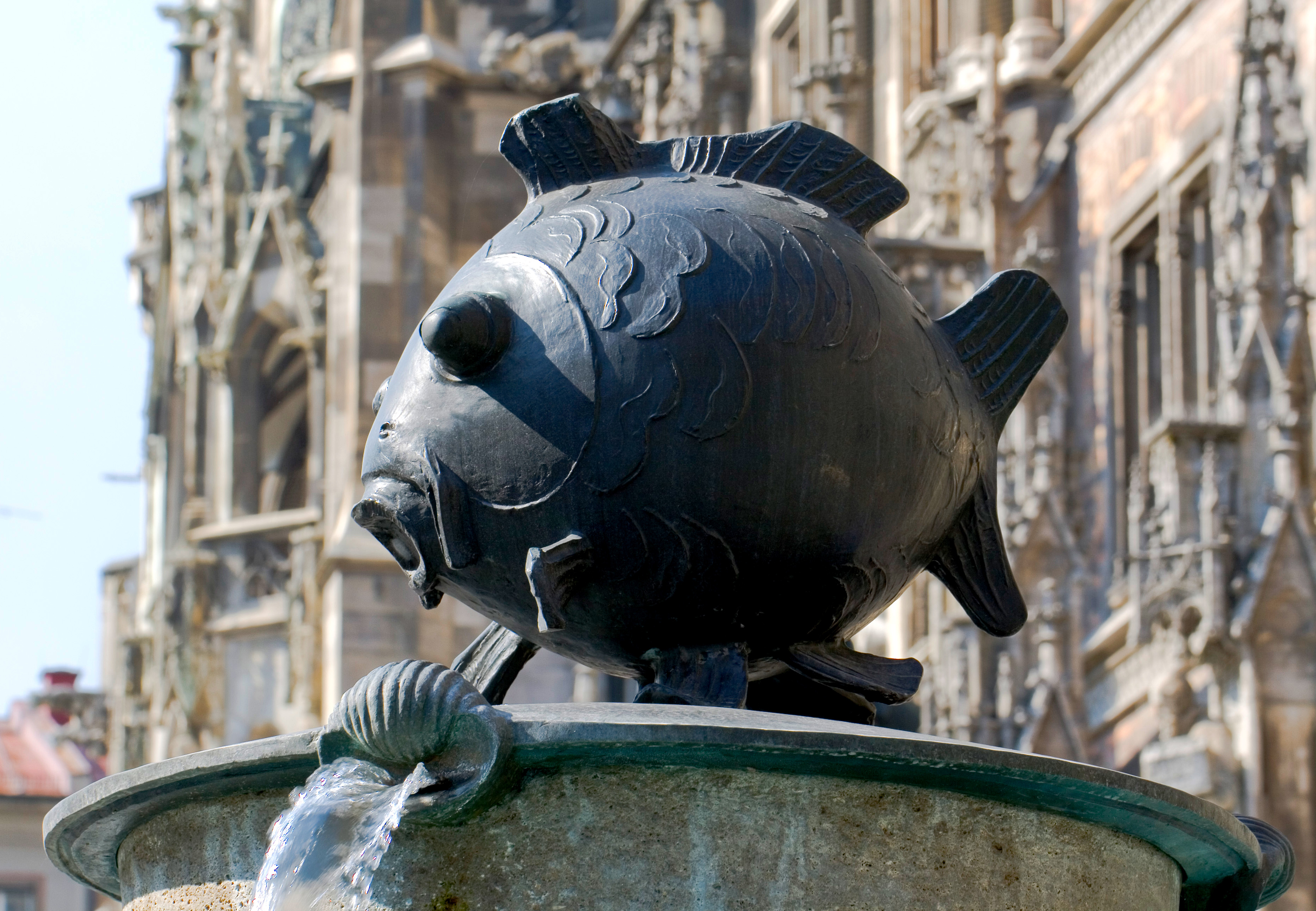
Skulptur von 1954 auf dem Münchner Fischbrunnen

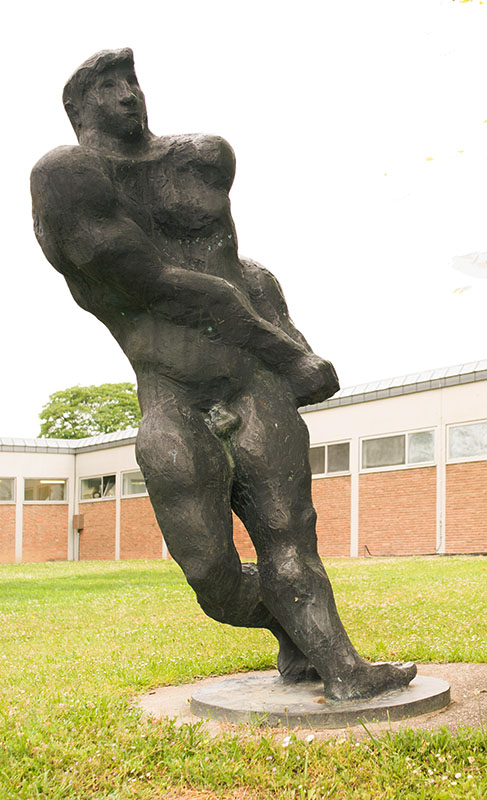
Hammerwerfer (1972), Sportgelände der JGU

- Pallas Athene (1952), Bayrische Akademie der Schönen Künste
- Franz von Sickingen-Medaille (1963), Kreisverwaltung Kaiserslautern
- Faschingsmedaille der Münchner Akademie (1965), mit Prof. Henselmann als Faschingsnarr
- Picasso-Medaille (1971), als Förderpreis der „Vereinigung Pfälzer Kunstfreunde“ verwendet
- Richard Wagner (1980)
- Hambach (1981), anlässlich der 150. Wiederkehr des Hambacher Festes von 1832
- Martha-Saalfeld-Medaille (1987) Preis des Literarischen Vereins der Pfalz

Skulpturen (Auswahl)
- Erzengel Michael (1949) Mommingen
- Der Mann mit dem Drachen, (1959), München, Amberger-/Ecke Denninger Straße, Stein und Bronze[1]
- Relief (1961), Reithalle Ludwigshafen
- Pferd (1966), München
- Hammerwerfer (1972), Mainz, Sportgelände der Johannes Gutenberg-Universität
- Moses vor dem brennenden Dornbusch, (1978), Evang. Kirche in Trippstadt
- Madonna (1995) Marienheim Speyer